# 土御門泰連
土御門泰連（つちみかど やすつら、貞享2年（1687年）6月27日 - 宝暦2年（1752年）7月27日）は、江戸時代中期の公卿・陰陽家。

## 官歴
- 元禄11年（1698年）：兵部少輔、陰陽頭
- 元禄15年（1702年）：従五位上
- 宝永3年（1706年）：正五位下
- 宝永5年（1708年）：春宮少進
- 宝永7年（1710年）：従四位下
- 正徳5年（1715年）：従四位上
- 享保3年（1718年）：正四位下
- 享保5年（1720年）：治部卿
- 享保7年（1722年）：従三位
- 享保14年（1729年）：正三位
- 延享4年（1747年）：従二位

## 系譜
- 父：土御門泰福
- 兄：土御門泰誠
- 弟：土御門泰邦
- 弟：繁原有名